# Wohngebiet Cecilienstraße

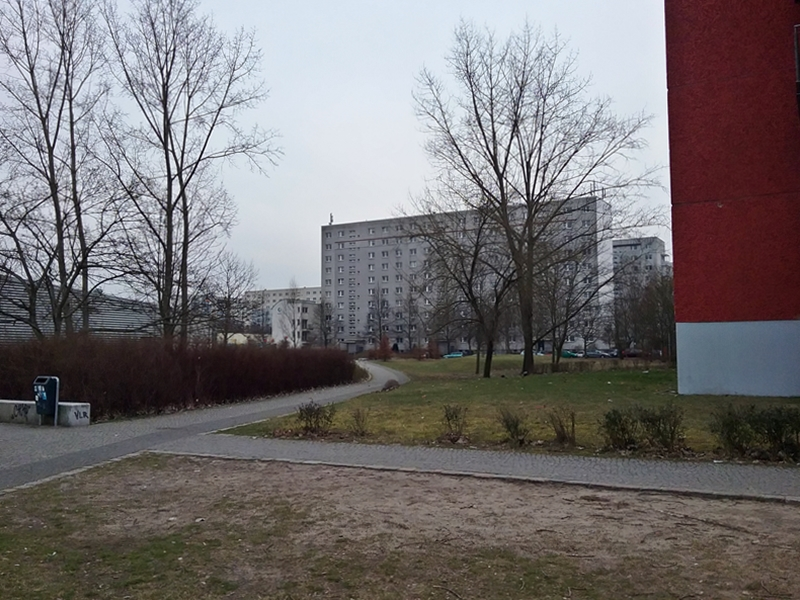
Wohngebiet Cecilienstraße

Das Wohngebiet Cecilienstraße ist ein Wohnareal im Berliner Ortsteil Biesdorf des Bezirks Marzahn-Hellersdorf rund um die Cecilienstraße. Zwischen dem 4. Dezember 1984 und dem 31. Januar 1992 trug es seinen Namen nach der inzwischen umbenannten Albert-Norden-Straße.

## Geschichte

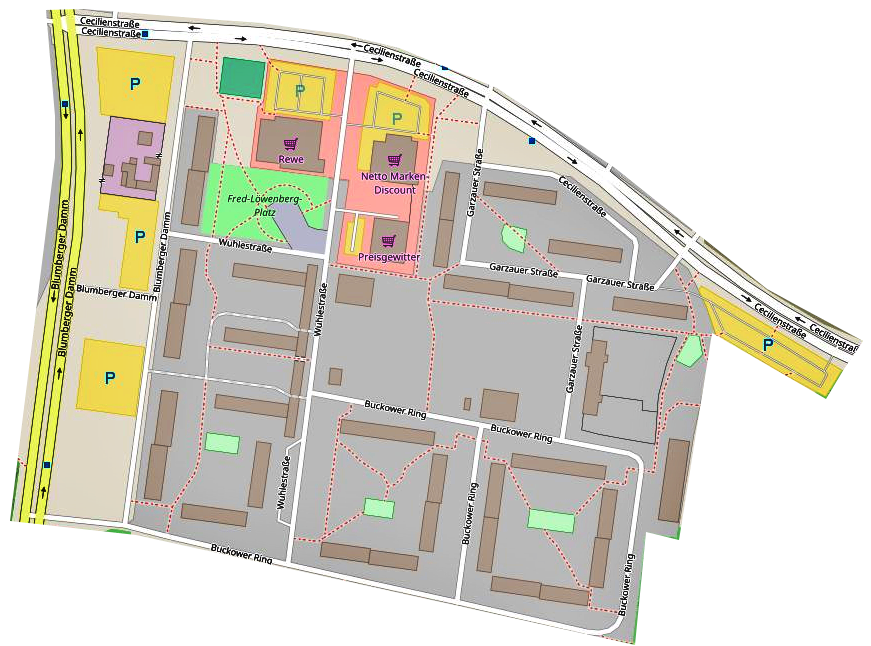
Karte des Wohngebiets

Die Cecilienstraße verläuft in West-Ost-Richtung zwischen Biesdorf und Hellersdorf. Südlich dieses Verkehrsweges war 1975 die Errichtung eines Krankenhauses mit rund 400 Betten vorgesehen, das bis an das Gelände des Wilhelm-Griesinger-Krankenhauses reichen sollte. Dieses Vorhaben wurde im Jahr 1979 wieder verworfen. Nach kurzen Investitionsvorbereitungen entstand nach den Plänen von Dieter Schulze (Städtebau) und Klaus-Jürgen Steinmann (Entwurf) von 1981 bis 1984 das 24,4 Hektar große Wohngebiet zwischen dem Blumberger Damm, der Cecilienstraße, dem Wuhletal, dem heutigen MEON-Gewerbepark und dem Krankenhausfriedhof. Es war die erste östliche Ausdehnung mit recht geringem stadttechnischen und verkehrsmäßigen Erschließungsaufwand. Die Primärerschließungskosten betrugen nur 8700 DDR-Mark je Wohnung, wobei darin nicht die anteiligen Baukosten für die vierte Tangente, den heutigen Blumberger Damm, enthalten sind.
Im Wohngebiet entstanden 2581 Wohnungen und 17 gesellschaftliche Einrichtungen sowie eine kleine Volkshochschule. 662 Wohnungen der elfgeschossigen WBS 70-Serie, 662 Wohnungen der zehngeschossigen QP 71-Serie und 550 Wohnungen der WBS 70-Serie mit sechs Etagen. Außerdem errichteten thüringische Bauunternehmen aus Gera sechsgeschossige Mittelganghäuser mit 355 Wohnungen. Bis zum Jahr 1983 waren über 84,4 % der Wohnungen fertiggestellt. Ein kleines gesellschaftliches Zentrum mit eingeschossiger Kaufhalle in Stahlleichtbauweise und einer vom Hochbau Nordhausen errichteten Gaststätte mit 185 Plätzen entstand zwischen der Wuhlestraße und der Garzauer Straße und wurde nach der politischen Wende umgenutzt: das Einkaufs- und Dienstleistungszentrum wurde modernisiert und umgebaut, die ehemalige Gaststätte wurde durch einen Um- und Anbau erweitert. Der neue Verbrauchermarkt hat eine Fläche von 1500 m² und es entstanden ein Backwarenladen, ein Textilladen sowie eine Bowlingbahn. Gastronomische Einrichtungen und Arztpraxen sollen im zweigeschossigen Anbau Platz finden.
Sieben Architekten und Architektinnen nahmen an einem beschränkten Realisierungswettbewerb des Landes Berlin, des Bezirksamtes und der Wohnungsbaugesellschaft Marzahn für das zehngeschossige Wohnhaus der QP 71-Serie in der Wuhlestraße 17–19 teil. Dieser Wettbewerb war ein integriertes Entwicklungskonzept für Berlin-Marzahn und wurde vom Bundesministerium für Raumordnung, Bauwesen und Städtebau gefördert. Der in Paris lebende deutsche Architekt Jens Freiberg bekam für seinen Wettbewerbsvorschlag am 19. Februar 1993 den ersten Preis. Seine Planungen umfassten die Sanierung der drei QP-Blöcke in der Wuhlestraße mit 324 Wohnungen sowie den Neubau einer ergänzenden Gebäudezeile mit 45 Wohnungen und sieben Gewerbeeinheiten mit 800 m² Fläche. Das Projekt verläuft von Osten an den Plattenbauten und bindet die Innenhöfe mit ein.
Die Realisierung begann im Jahr 1993, und der erste Wohnblock war innerhalb von vier Monaten fertig saniert. Der Wohnblock erhielt eine neue wärmedämmende Fassade, neue Fenster und Loggien, alle Leitungen und Armaturen wurden ausgewechselt. Die Sanierung kostete im Durchschnitt 28.000 Mark je Wohnung. In gleicher Weise wurden die anderen QP-Blöcke und die sechs- und elfgeschossigen Wohnblöcke der WBS-Serie modernisiert. In der Wuhlestraße begann im August 1995 der 150 m lange viergeschossige Gebäudeneubau mit 45 Wohnungen. Diese haben zwei, drei oder vier Zimmer, im Erdgeschoss der neuen Gebäude gibt es eine Ladenzone. Im April 1997 waren die Gebäude fertiggestellt. Außerdem verfügen alle Wohnungen über Balkons oder Loggien und zu den Dachgeschosswohnungen gehört eine Terrasse. Die Neubauten umschließen Innenhöfe mit einer Grünanlage, mit Wegen, Spiel- und Erholungsflächen sowie bieten Stellflächen für Fahrräder und Hausmüllcontainer.
Die drei QP-Wohnblöcke entlang der Cecilienstraße sanierte die Berlin-Brandenburgische Wohnungsbaugenossenschaft. Auch die sechsgeschossigen WBS-Gebäude mit 166 Wohnungen wurden grundsaniert und das Wohnumfeld wurde mit Mitteln des Senats und der Genossenschaft verbessert. Der Wohnhof Cecilienstraße/Garzauer Straße mit 2000 m² Spiel- und Rasenflächen konnte neu gestaltet werden: 30 Bäume, 1500 Sträucher und Kletterpflanzen wurden gepflanzt und es entstanden Kletterburgen mit Hängebrücke für insgesamt 650.000 Mark (kaufkraftbereinigt in heutiger Währung: rund 540.000 Euro).
Die Schulsporthalle in der Wuhlestraße 18 wurde zwischen September 2004 und Oktober 2005 im Rahmen des Stadtumbaus Ost für 315.000 Euro zur Kiezsporthalle umgebaut. Entsprechend der Brandschutzverordnung sind die Fenster im Treppenhaus und in der Sporthalle mit Rauch- und Wärmeabzug nachgerüstet worden. Außerdem konnte der alte Parkettboden in der Sporthalle durch einen neuen flächenelastischen Sportboden ersetzt werden, und die Sporthallenwände wurden mit Prallschutz ausgestattet. Die Umbauarbeiten beinhalteten darüber hinaus die Anlage eines behindertengerechten Zugangs und den Einbau neue Sanitäranlagen. Im Außenbereich der Sporthalle sind neue Fahrradabstellflächen, Müllstandsflächen und ein Pkw-Stellplatz für Behinderte entstanden. Im April 2009 haben deutsche, russische und französische Jugendliche rundherum um die Kiezsporthalle mit Graffiti – bunt wie Europa eine Bauchbinde gestaltet. Träger der Graffiti-Aktion war das benachbarte Haus Pro-social am Blumberger Damm.
Zusätzlich zu den oben dargestellten bedeutenden Umbauten wurden im Wohngebiet Cecilienstraße ab 1996 weitere Neubauten realisiert. Hier entstanden zwei- und dreigeschossige Häuser mit Tonnendächern, die das Bezirksamt als Musterhaussiedlung wertet, die intern auch als Ringelnatz-Siedlung bezeichnet wird. Im Jahr 2000 begann eine zweite Erweiterung im Süden des Areals. Auf einem rund 12.000 m² großen Grundstück zwischen Cecilienstraße, Joachim-Ringelnatz-Straße und einer Kleingartenanlage errichtete die Wohnungsbaugesellschaft (WBG) Marzahn 63 Reihenhäuser mit Eigentumswohnungen.